# 巴基斯坦建築
巴基斯坦建築指的是「不同時期、在現今的巴基斯坦區域內建造的各種建築物。起始於公元前3000年中期的印度河流域文明，這個區域首次發展出先進的城市文化與大型公共設施，其中有部分直至今日仍然存在。而之後，健馱邏風格的佛教建築則借用了古希臘建築的元素，這些遺跡在犍陀羅的首都塔克西拉仍然可見。

## 印度河流域文明

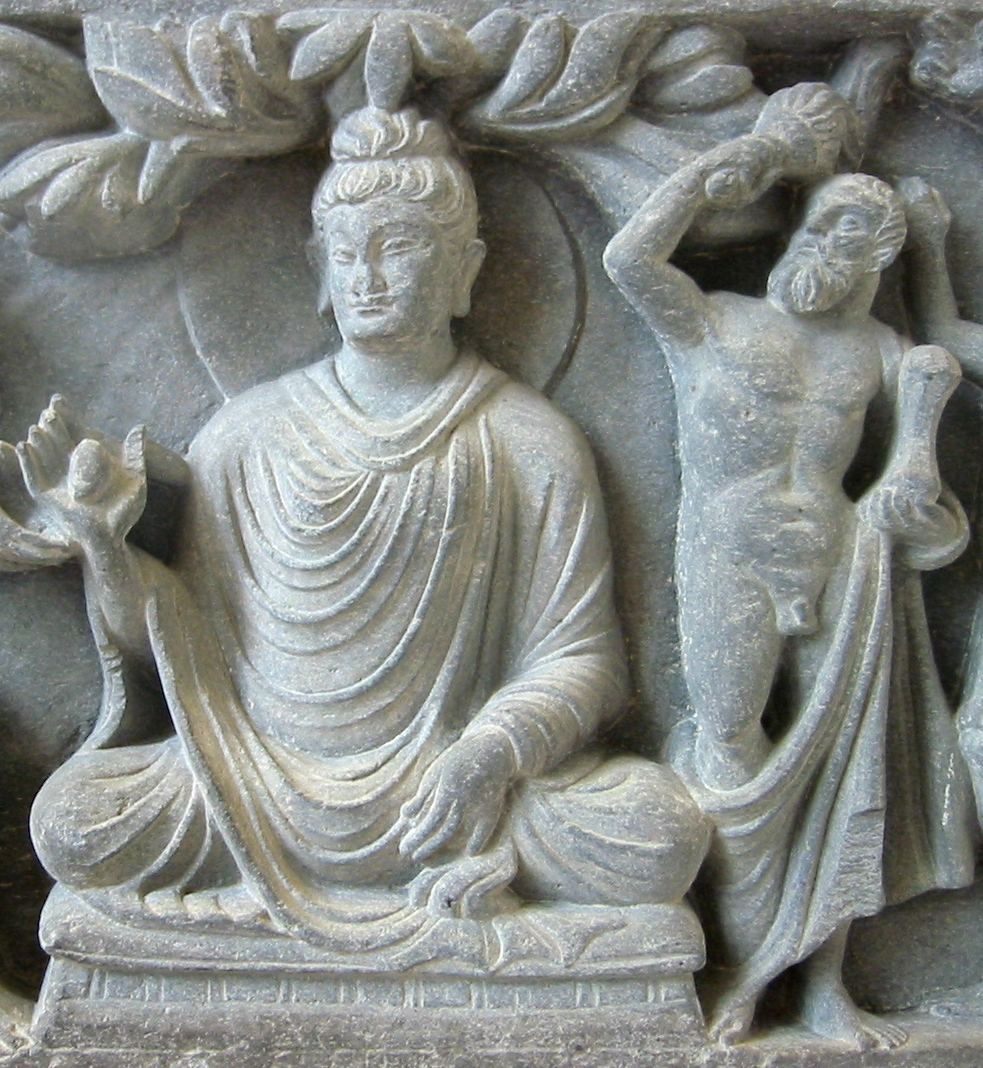
佛教與希臘元素融合的範例：同時出現釋迦牟尼與海克力斯的雕塑。

考古學家曾經挖掘過非常多的古代城市，在其中，他們發現摩亨卓—達羅、哈拉帕與果德迪吉有以下的共同性：擁有寬闊的道路與完善的衛生與排水設施。大部分發現的磚造建築物是公共建築，像是澡堂與工廠。木材和壤土是建築的原料。大型的廟（像是在鄰近城市發現的廟）卻已經不見了。隨著印度河流域文明的瓦解，很多建築都受到了許多的毀損。
不幸的是，對於這個被稱為「哈拉帕」的文明我們所知甚少，一方面因為它在公元前1700年就因為不明的原因而消失，另一部份也因為目前我們無法解讀它使用的語言；關於它的存在只有在19世紀中被揭露過，而發掘出的東西也十分有限。只是目前有的證據顯示出它是個成熟的文明。類似哈拉帕與 摩亨卓—達羅（死人之城）這樣的城市，人口大約有35,000 人， they were laid out according to grid system. 居民住在沿著中心庭院建造的無窗磚瓦房中。這些城市中也有城堡，為主要的宗教與公共建築的所在地，像是沐浴儀式使用的浴池、儲存食物的糧倉、涵蓋下水道和污水管道的複雜系統等等。而後者所需要的工程技能，可以媲美2000年之後的羅馬文明。

## 佛教與印度教建築
隨著佛教的發展，許多佛教的建築再次風行，其中有些到現在仍然可以見到其面貌。另外，波斯與希臘的影響之下，讓希臘式佛教在西元1世紀左右應運而生。而之後，健馱邏國風格的發展讓時代達到顛峰。佛塔與其它具有鮮明希臘元素的建築（像是圓柱）佛教建築的重要遺留物是佛塔和其他擁有鮮明希臘特色的元素的建築，像是在旁遮普省北端犍陀羅首都塔克西拉發現的支柱。其中一個美麗佛教建築的例子是在開伯爾-普什圖省伯省的佛教寺院遺跡Takht-i-Bahi。

## 蒙兀兒建築

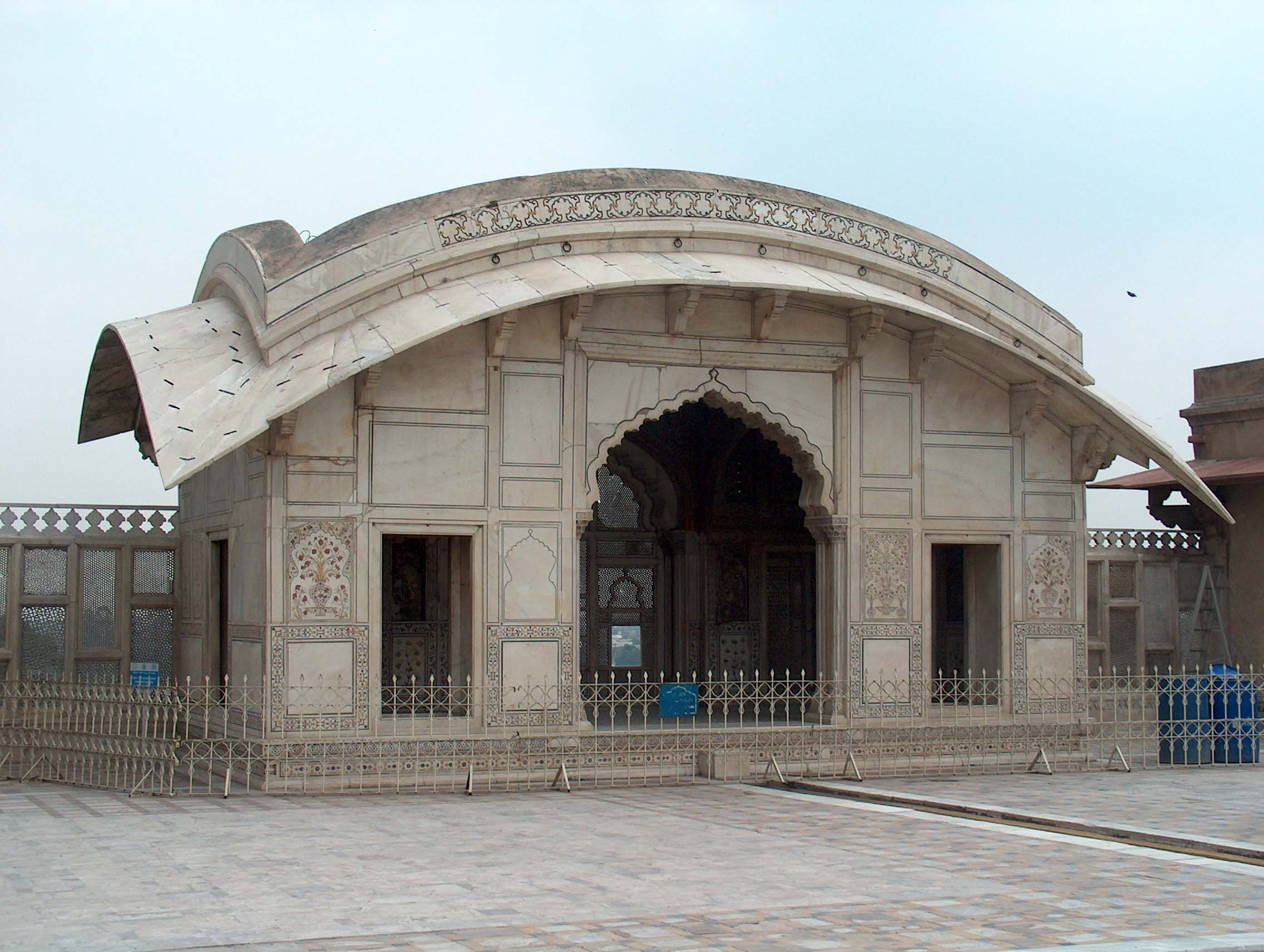
蒙兀兒建築：在拉合爾的瑙拉克哈亭（建造於1633年）

在8世紀左右，伊斯蘭教從信德省開始傳入現在的巴基斯坦地區，也導致佛教建築在此地的中止，並且逐漸過渡到沒有人像和動物裝飾伊斯蘭建築。早期的清真寺刻意帶有強烈的阿拉伯色彩。而伊斯蘭在南亞地區傳播初期的清真寺代表則是班波爾的Mihrablose清真寺，建於西元727年，是在印度大陸第一個穆斯林宗教朝拜的地方。在德里蘇丹時，波斯-中亞的風格興起，取代了阿拉伯風格。其中最重要的特色是「伊萬」，是指圓頂的大廳或場所，三面牆，另外一面完全開放。另一個特色則是寬敞的祈禱廳堂，圓頂，帶有馬賽克與幾何的花紋並使用彩繪磁磚。在少數發現的波斯風格建築中，最重要的便是位於木爾坦的Shah Rukn-i-Alam陵墓（建造於西元1320年至1324年）。而在16世紀開始時，印度-伊斯蘭風格的建築正處於鼎盛時期，在蒙兀兒帝國時期，伊斯蘭-波斯的設計元素則融合了印度斯坦俏皮的藝術形式。在拉合爾地區（蒙兀兒統治者的住處之一）, 則展現了帝國重要建築物的多樣性，其中，巴德夏希清真寺（建造於1673-1674年）、拉合爾堡和著名的 Alamgiri Gate（建造於16與17世紀）、色彩繽紛的瓦齊爾-汗清真寺（建造於1634-1635年） 以及許多其他的清真寺和陵墓等等。另外，信德省特達市的沙賈汗清真寺雖然源自於蒙兀兒時代，但是卻表現出部分不同的風格。 Singularly, the innumerable tombs of the Chaukhandi are of eastern influence. 雖然是在16到18世紀之間建造的，他們卻卻與蒙兀兒建築沒有一點相似，這謝石頭作品更像是典型的信德人的工藝，並很有可能是在伊斯蘭時期之前。蒙兀兒建築在18世紀後期逐漸式微，之後幾乎沒有任何特殊的原生建築項目開展了。

## 英式殖民建築

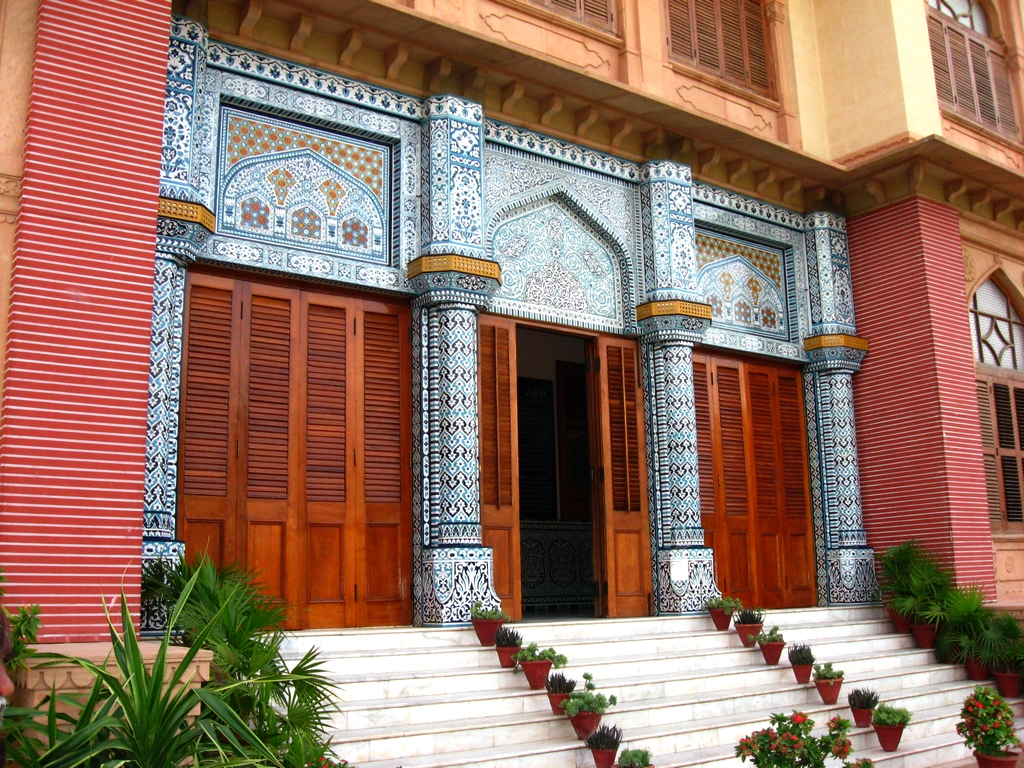
位於喀拉蚩的 Mohatta Palace是伊斯蘭與英式建築融合的範例。

在英國殖民時代，主要發展的是印歐風格的建築，融合歐洲與印度-伊斯蘭的元素。當中，比較突出的代表是於喀拉蚩的莫哈塔宮與佛瑞爾紀念館。

## 後獨立建築
巴基斯坦獨立之後，他們試圖透過建築來表達新的國家特性與形象，尤其強調像伊斯坦堡的費薩爾清真寺類型般的現代感除此之外，像是巴基斯坦決議日紀念塔的紀念性建築物，或是用白玉建造的馬扎里沙裡夫奎德（建國者穆罕默德·阿里·真納的陵墓），展現其新生國家的自信心。而伊斯蘭堡的巴基斯坦紀念碑則是文化融合、獨立與現代的最新代表作。 

## 相簿

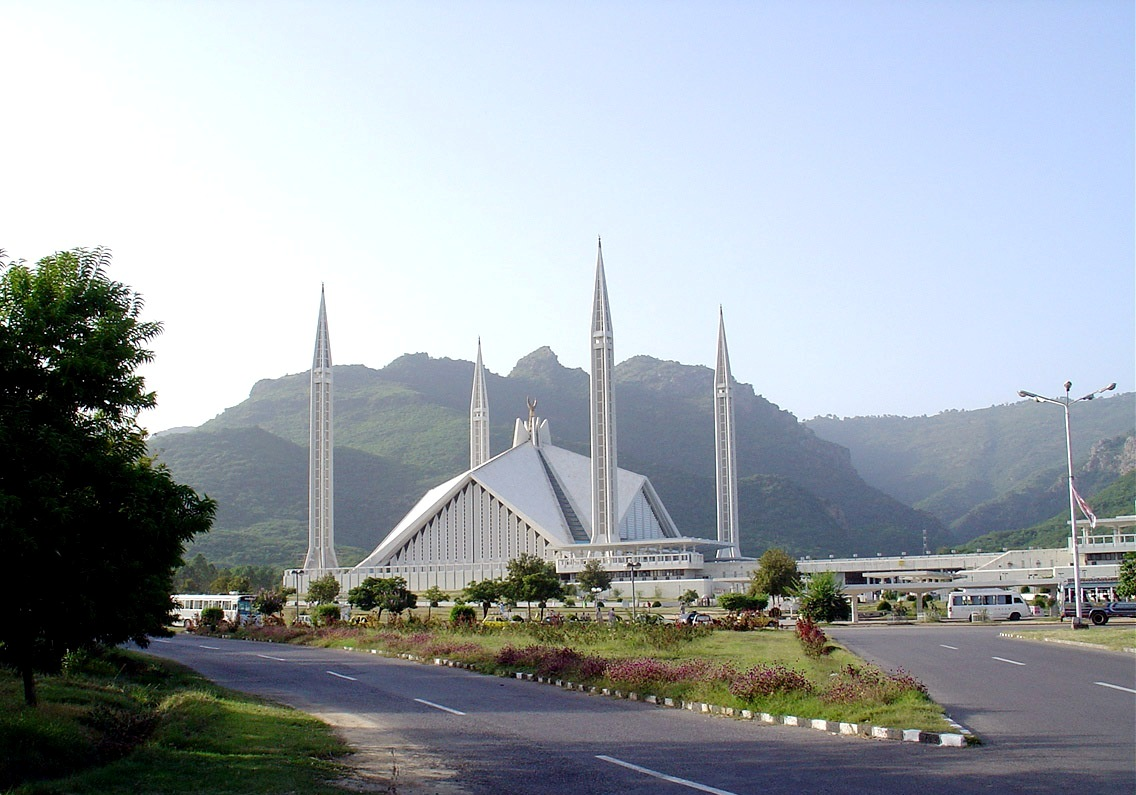
費薩爾清真寺
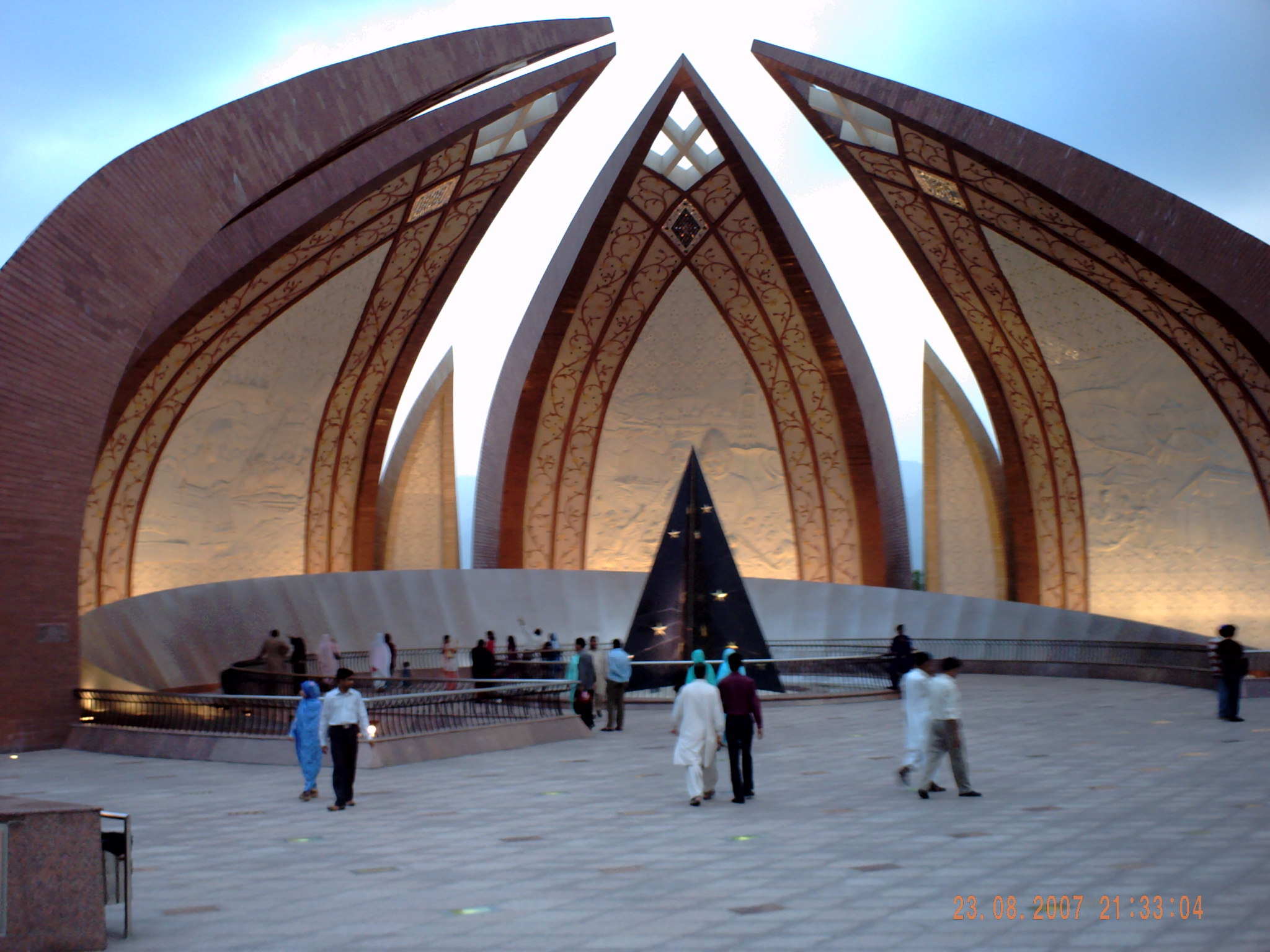
伊斯蘭堡的巴基斯坦紀念碑
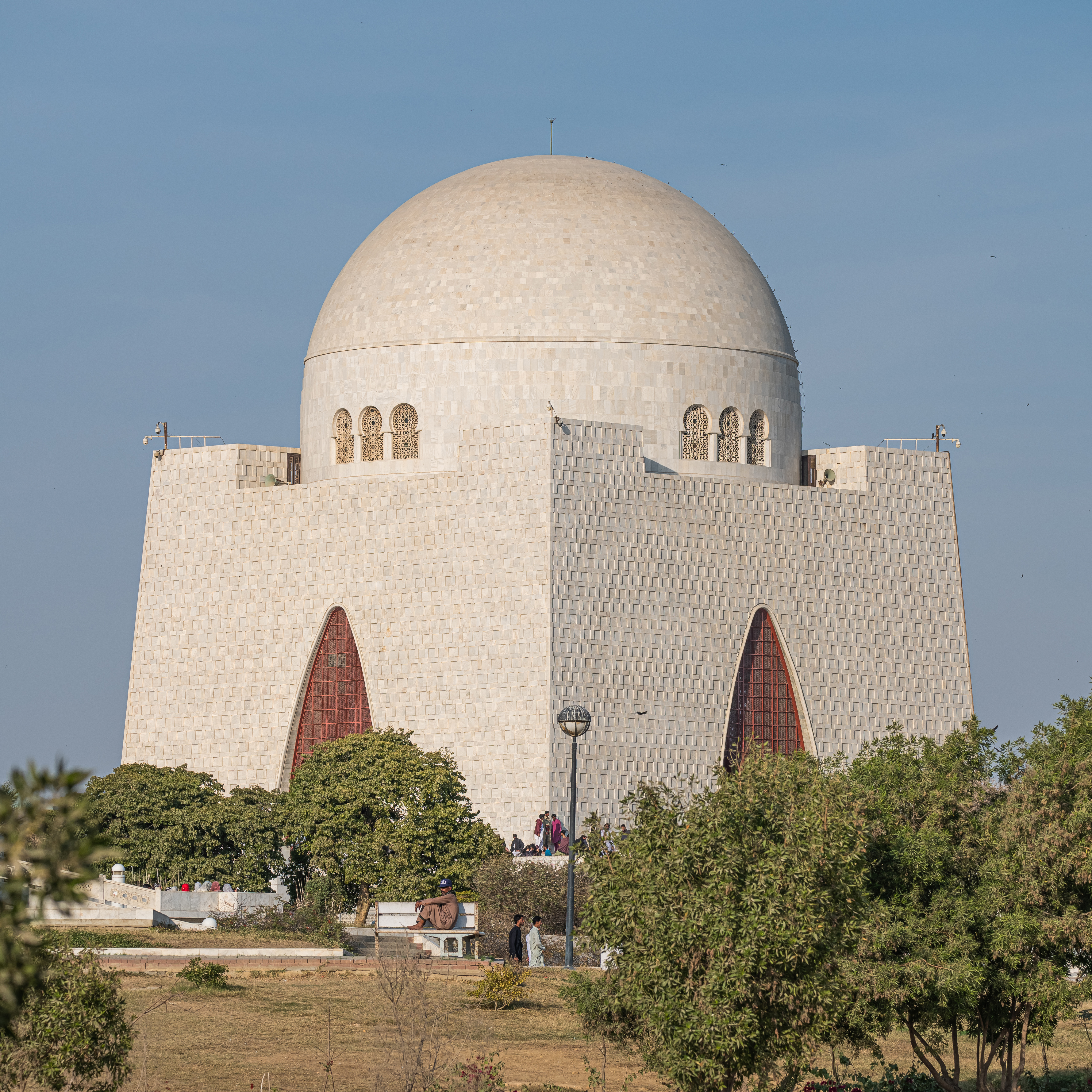
喀拉蚩的馬扎里沙裡夫奎德
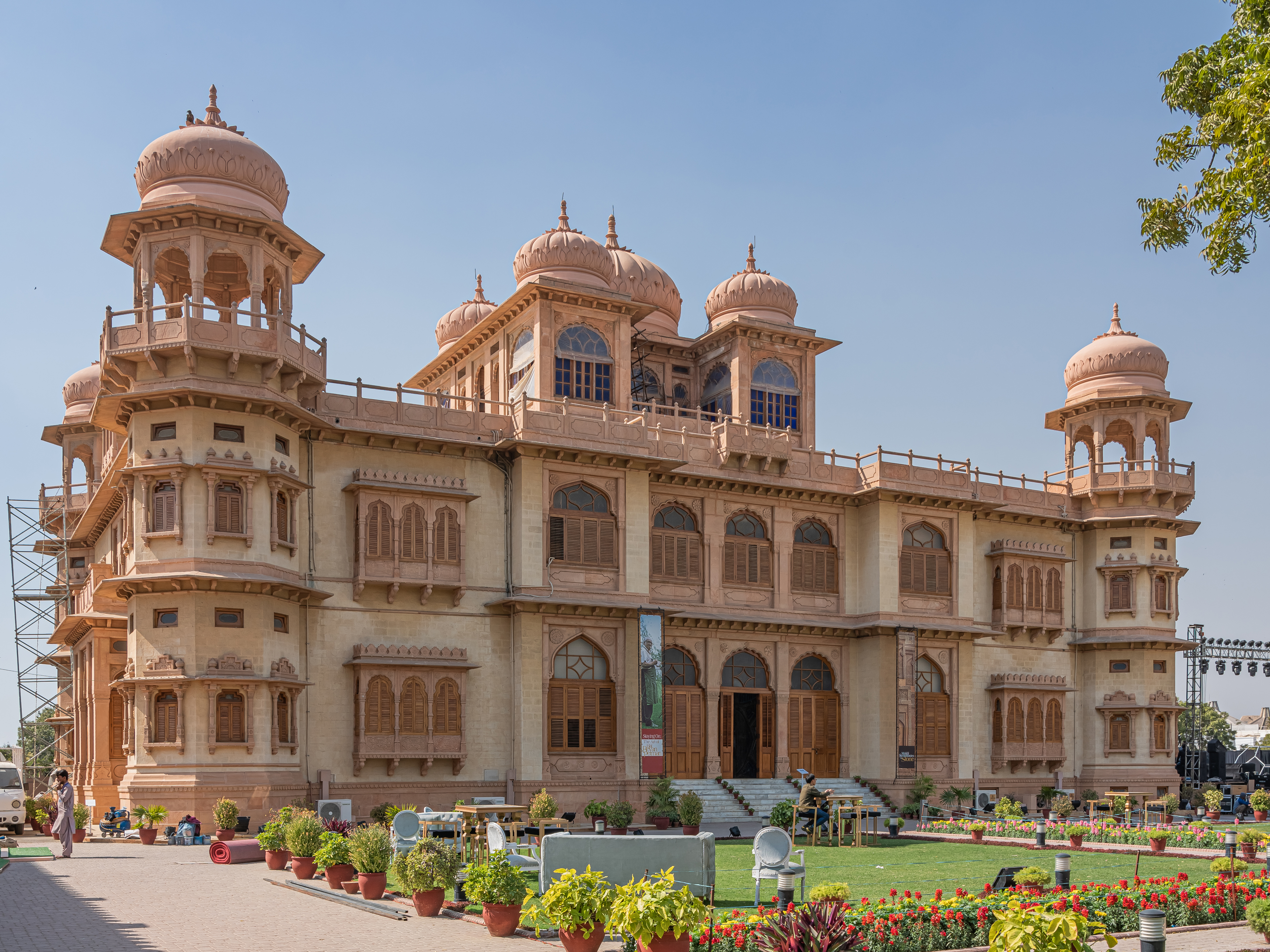
喀拉蚩的莫哈塔宮
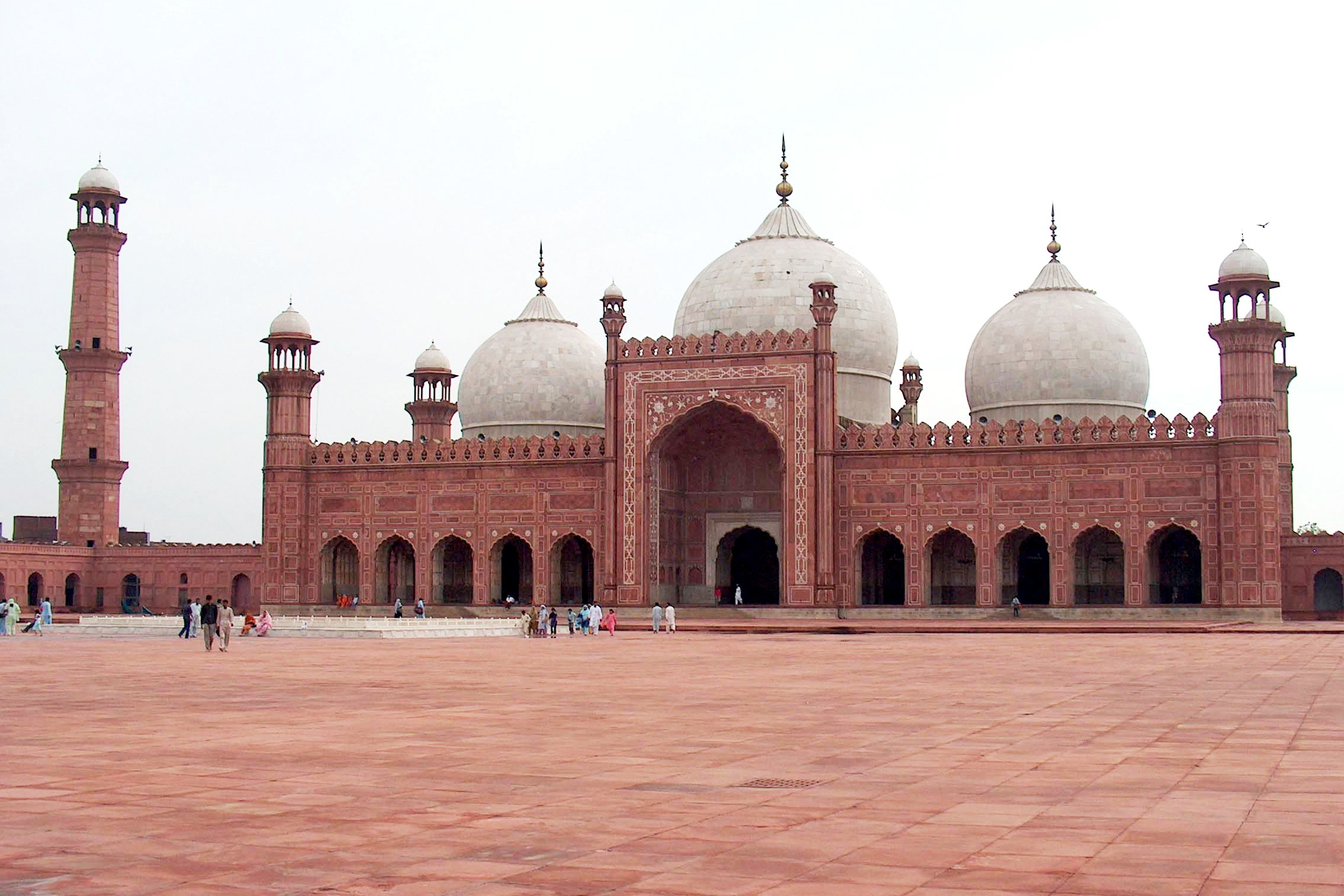
拉合爾市的巴德夏希清真寺

## 世界遺產
目前在巴基斯坦，有六個地區被列入聯合國教科文組織的世界遺產列表。
- 摩亨卓—達羅的考古學遺址
- 塔克特依巴依佛教遺址，與薩爾依巴赫洛（英语：Sahr-i-Bahlol）古遺址
- 拉合爾堡與沙利馬爾花園
- 特達市的歷史遺跡
- 羅赫達斯要塞
- 塔克西拉

## 延伸閱讀
- Mumtaz, Kamil Khan. Architecture in Pakistan. Singapore: Concept Media Pte Ltd, 1985.
- Maurizio, Taddei and De Marco, Giuseppe. Chronology of Temples in the Salt Range, Pakistan. South Asian Archaeology. Rome: Istituto Italiano per l'Africa e l'Oriente, 2000.
- Crossing Lines, Architecture in Early Islamic South Asia. Anthropology and Aesthetics 43 (2003)
- Malot and the Originality of the Punjab. Punjab Journal of Archaeology and History 1 (1997)
- Pattan Munara: Minar or Mandir?. Hari Smiriti: Studies in Art, Archaeology and Indology, Papers Presented in Memory of Dr. H. Sarkar, New Delhi: Kaveri Books, 2006.

## 外部連結
- ARTSEDGE Pakistan: The Gift of the Indus
- Pakistan's Salt Range Temples - A photographic review of Professor Michael W. Meister of the University of Pennsylvania.
- Architecture in Pakistan: A Historical Overview
- Islamic Architecture Pakistan
- Modernity and Tradition: Contemporary Architecture in Pakistan （页面存档备份，存于）
- 100+1 Pakistani Architects And Their Own Houses - Amazon.com Accessed May 4, 2008
- Islamic Architecture in South Asia: Pakistan-India-Bangladesh
- The Architectural Heritage of Bahawalpur